# Snug (plaats)
Snug is een plaats in de Local Government Area Kingborough Council op het eiland Tasmanië. De plaats telde in 2006 881 inwoners.

## Geschiedenis
Het gebied rond Snug werd voor het eerst aangetroffen door de Europeanen toen Antoine Bruni d'Entrecasteaux in het nabijgelegen D'Entrecasteauxkanaal voer. Tussen 1840 en 1850 werd er op de plaats waar nu Snug ligt een nederzetting gebouwd.